# Dieta di Spira (1529)
La Dieta imperiale di Spira, nota anche come "Spira II", la Dieta del 1529, iniziata sotto la presidenza di Ferdinando I, fratello minore dell'Imperatore, fu un incontro dei principi del Sacro Romano Impero, convocati da Carlo V Imperatore, tenutosi nel 1529 nella città libera di Spira, l'attuale Speyer in Germania.
La dieta condannò le decisioni della I Dieta di Spira del 1526 e vietò future Riforme. Essa portò alla Protesta di Spira da parte dei Principi tedeschi, che non volevano restituire i feudi ecclesiastici (imperiali) da loro già incamerati grazie alla Riforma luterana. Da tale protesta presero poi il nome le Chiese "protestanti".